# 牧落
牧落（まきおち）は、大阪府箕面市の町名。
令和3年4月末現在(箕面市発表)の世帯数は2,672、人口6,020で内男性2,842人・女性3,178人。

## 地理
箕面市の南西部に位置しており、西は百楽荘、南は永楽荘と北緑丘、東は稲、北は西小路と接している。国道171号線以北が1丁目〜3丁目、以南が4丁目〜5丁目である。
当地を西国街道が通っており、更に国道171号線と府道43号線が交差している。府道43号線は、豊中市に入ると豊中ロマンチック街道と呼ばれている。付近には阪急箕面線牧落駅があり、大阪梅田まで約25分である。

### 地価
2020年（令和2年）1月1日の公示地価によれば、牧落三丁目13-15の地点で22万2,000円/m2となっている。

## 世帯数と人口
2021年（令和3年）4月30日現在（箕面市発表）の世帯数と人口は以下の通りである。
| 丁目       | 世帯数    | 人口    |
| ---------- | --------- | ------- |
| 牧落一丁目 | 564世帯   | 1,265人 |
| 牧落二丁目 | 426世帯   | 878人   |
| 牧落三丁目 | 679世帯   | 1,602人 |
| 牧落四丁目 | 114世帯   | 331人   |
| 牧落五丁目 | 889世帯   | 1,944人 |
| 計         | 2,672世帯 | 6,020人 |

## 交通

### 鉄道
鉄道駅はない。

### バス
- 牧落バス停
  - 92系統　石橋方面
  - 92系統　JR茨木・阪急茨木方面
- 箕面高校前バス停
  - 92系統　石橋方面
  - 92系統　JR茨木・阪急茨木方面
  - 36系統　箕面駅経由、間谷住宅行き
  - 阪北線50系統　新大阪方面(平日のみ)

### 道路
- 国道171号線(西国街道)
- 大阪府道・京都府道43号豊中亀岡線

## 施設
- 大阪府立箕面高等学校
- 牧落幼稚園
- 牧落たちばな保育園
- あい保育園牧落
- どんぐり保育園
- 牧落会館
- 八幡大神宮(牧落八幡宮)